# Tiếng Hebrew
Tiếng Hebrew (עִבְרִית , Ivrit), cũng được gọi một cách đại khái là tiếng Do Thái, là một ngôn ngữ bản địa tại Israel, được sử dụng bởi hơn 9 triệu người trên toàn cầu, trong đó 5 triệu ở Israel. Về mặt lịch sử, đây là ngôn ngữ của người Israel cổ đại và tổ tiên họ, dù nó không được gọi là "Hebrew" trong Tanakh. Những mẫu viết chữ Cổ Hebrew cổ nhất có niên đại từ thế kỷ 10 Trước Công Nguyên. Tiếng Hebrew thuộc về nhánh Semit của ngữ hệ Phi-Á. Tiếng Hebrew được viết và đọc từ phải sang trái, giống tiếng Ả Rập và tiếng Ba Tư.
Tiếng Hebrew biến mất như một ngôn ngữ nói hàng ngày từ khoảng năm 200 đến 400, do hậu quả của khởi nghĩa Bar Kokhba. Tiếng Aram và (ở mức độ thấp hơn) tiếng Hy Lạp lúc đó được sử dụng như lingua franca, đặc biệt trong giới thượng lưu và dân nhập cư. Nó tồn tại qua thời kỳ trung cổ như ngôn ngữ dùng trong phụng vụ Do Thái giáo và văn học giáo đoàn. Sau đó, vào thế kỷ 19, nó được hồi sinh như một ngôn ngữ nói và viết, và, theo Ethnologue, trở thành ngôn ngữ của 5 triệu người toàn cầu vào năm 1998. Sau Israel, Hoa Kỳ có số người nói tiếng Hebrew đông thứ nhì, với 220.000 người nói thành thạo, đa số đến từ Israel.
Tiếng Hebrew hiện đại là một trong hai ngôn ngữ chính thức của Nhà nước Israel (ngôn ngữ còn lại là tiếng Ả Rập chuẩn hiện đại), còn tiếng Hebrew tiền hiện đại được dùng khi cầu nguyện và nghiên cứu trong các cộng đồng người Do Thái hiện nay. Tiếng Hebrew cổ đại cũng là ngôn ngữ phụng vụ của người Samaria. Như một ngoại ngữ, nó được đa phần người Do Thái và các nghiên cứu sinh Do Thái giáo và Israel, các nhà khảo cổ và ngôn ngữ học chuyên về Trung Đông và các nền văn minh của nó, học và nghiên cứu.
Ngũ Thư (Torah) và hầu hết phần còn lại của Kinh Thánh Hebrew (Tanakh) được viết bằng tiếng Hebrew Cổ điển (hay tiếng Hebrew Kinh Thánh). Vì lý do này, từ thời cổ đại tiếng Hebrew đã được người Do Thái gọi là Leshon HaKodesh, "Thánh ngữ".

## Từ nguyên
Từ hiện đại "Hebrew" bắt nguồn từ chữ "Ibri" (số nhiều "Ibrim"), một trong những tên gọi người Israel cổ đại. Nó thường được hiểu là một tính từ dựa vào tên của tổ tiên của Abraham, Eber ("Ebr" עבר trong tiếng Hebrew), được đề cập đến trong Sáng thế ký 10:21. Tên này có thể dựa trên gốc từ "ʕ-b-r" (עבר) có nghĩa là "vượt qua". Cách giải thích của thuật ngữ "ʕibrim" liên kết nó với động từ này; vượt qua và hoặc những người vượt qua sông Euphrates.
Trong Kinh Thánh, tiếng Hebrew còn được gọi là יְהוּדִית (Yehudit) vì Judah là vương quốc còn tồn tại tại thời điểm nhắc đến (cuối thế kỷ thứ 8 TCN (Is 36, 2 Kings 18)). Trong Ê-sai 19:18, nó còn được gọi là "Ngôn ngữ của Canaan" (שפת כנען).

## Sách tham khảo
- Hoffman, Joel M, 2006. In the Beginning: A Short History of the Hebrew Language. New York: NYU Press. ISBN 0-8147-3654-8.
- Izre'el, Shlomo, 2001. "The emergence of Spoken Israeli Hebrew", in: Benjamin Hary (ed.), The Corpus of Spoken Israeli Hebrew (CoSIH): Working Papers I.
- Kuzar, Ron, 2001. Hebrew and Zionism: A Discourse Analytic Cultural Study. Berlin & New York: Mouton de Gruyter. ISBN 3-11-016993-2 / ISBN 3-11-016992-4.
- Laufer, Asher, 1999. "Hebrew", in: Handbook of the International Phonetic Association. Cambridge University Press. ISBN 0-521-65236-7, ISBN 0-521-63751-1.
- Sáenz-Badillos, Angel, 1993. A History of the Hebrew Language (trans. John Elwolde). Cambridge, England: Cambridge University Press. ISBN 0-521-55634-1
- Zuckermann, Ghil'ad, 2003. Language Contact and Lexical Enrichment in Israeli Hebrew. Palgrave Macmillan. ISBN 9781403917232 / ISBN 9781403938695.